# Паверман, Марк Израилевич
Марк Израилевич Паверман (26 мая [8 июня] 1907, Одесса — 13 июня 1993, Москва) — советский и российский симфонический дирижёр, педагог. Народный артист РСФСР (1961).

## Биография
Родился 26 мая (по старому стилю) 1907 года в Одессе в семье могилёвского второй гильдии купца Сруля Хаим-Лейбовича Павермана и Паулины Паверман.
Окончил класс композиции Одесской консерватории у В. А. Золотарёва.
В 1930 году окончил Московскую консерваторию, где его наставником по дирижированию был Константин Сараджев.
В 1930—1934 годах Паверман работал в различных московских оркестрах. В 1934 году организовал в Свердловске оркестр Свердловского радиокомитета, в 1936 году преобразованный в Симфонический оркестр Свердловской филармонии, и до 1938 года возглавлял его. В 1938—1941 годах руководил симфоническим оркестром в Ростове-на-Дону, затем вернулся в Свердловск и до 1970 года руководил Свердловским симфоническим оркестром. Одновременно начал преподавать в Уральской консерватории, с 1946 года — профессор.
Среди учеников Павермана — Вольф Горелик, Евгений Колобов, Александр Самуил, Гаррий Оганезов, Валерий Платонов,  Нариман Чунихин, Пётр Варивода, Николай (Александрович) Голованов, Вячеслав Чистяков, Андрей Дашунин, Анатолий Чепурной, Энхэ (Энхбаатар Баатаржавын).
Скончался 13 июня 1993 года в Москве. Похоронен в Екатеринбурге на Широкореченском кладбище.

### Семья
Сын — Валерий Маркович Паверман (1939—2008), российский литературовед, доктор филологических наук, профессор кафедры зарубежной литературы Уральского государственного университета им. Горького, автор работ по современной драматургии США и Великобритании.

## Награды
- Орден Октябрьской Революции.
- Орден Трудового Красного Знамени (1977).
- Народный артист РСФСР (1961).
- Заслуженный деятель искусств РСФСР (1955).
- Лауреат Первого Всесоюзного конкурса дирижёров (1938).

## Память
В 1996 году на здании Свердловской филармонии открыт памятный знак Марку Паверману. В Екатеринбурге проводится музыкальный Фестиваль памяти Марка Павермана, прошедший в 2008 году уже в девятый раз. Сыном Павермана подготовлена и выпущена книга воспоминаний дирижёра, «Войти в музыкальный мир» (Екатеринбург: Издательство Уральского университета, 1999) Архивная копия от 10 декабря 2015 на Wayback Machine, — по мнению Валентина Лукьянина, «эта небольшая книга вполне может — и непременно будет! — для многих служить ещё и справочником, в котором довольно подробно и с педантичной точностью ответственного перед читателем автора воссоздана картина музыкальной жизни Свердловска на протяжении полувека».
В конце 1960-х годов портрет дирижера Марка Павермана создал в дереве скульптор из Нижнего Тагила Ушаков Василий Михайлович (1927—1999). В настоящее время произведение хранится в коллекции Ирбитского музея изобразительных искусств (49х33х32, Инв.№ ИГМИИ С-2).